# Remelhe
Remelhe é uma povoação portuguesa sede da Freguesia de Remelhe do Município de Barcelos, freguesia com 6,12 km² de área e 1280 habitantes (censo de 2021), tendo, por isso, uma densidade populacional de 209,2 hab./km².
A agricultura, a industria têxtil, o calçado e a construção civil são as principais atividades económicas desta freguesia. 
Geograficamente está situada na encosta Poente do Monte de Remelhe ou Monte Grande, confronta a Norte com as freguesias de Alvelos e de Gamil, a Poente com Midões e Santa Eulália de Rio Covo; a Sul com Carvalhas e Góios e a Poente, com Pereira. Dista 6,5 Km da sede de concelho.
Economicamente, a freguesia possui características marcadamente rurais onde como já foi referido acima a agricultura, a industria têxtil, o calçado e a construção civil são as principais atividades económicas desta freguesia, em que na agricultura predomina a produção de vinho, gado bovino e leite.

## Demografia
A população registada nos censos foi:
| Distribuição da População por Grupos Etários | Distribuição da População por Grupos Etários | Distribuição da População por Grupos Etários | Distribuição da População por Grupos Etários | Distribuição da População por Grupos Etários |
| -------------------------------------------- | -------------------------------------------- | -------------------------------------------- | -------------------------------------------- | -------------------------------------------- |
| Ano                                          | 0-14 Anos                                    | 15-24 Anos                                   | 25-64 Anos                                   | > 65 Anos                                    |
| 2001                                         | 318                                          | 257                                          | 709                                          | 126                                          |
| 2011                                         | 219                                          | 195                                          | 760                                          | 135                                          |
| 2021                                         | 141                                          | 159                                          | 729                                          | 251                                          |

## Património
- Capela da Santa Cruz
- Capela de S. Tiago
- Capela do Senhor dos Passos
- Igreja Paroquial de Santa Marinha de Remelhe
- Monumento a D. António Barroso

## Pessoas
- António Barroso